# Martin Jílek
Martin Jílek (* 7. červenec 1986, Hustopeče u Brna) je český fotbalový obránce, momentálně působící v prvoligovém týmu 1. FC Brno.
S fotbalem začínal v týmu nižších soutěží, Břeclavi. O 9 let později přestoupil do mládežnických celků Brna. Po zařazení do B-týmu byl poslán na hostování zpět do Břeclavi. O dva roky později byl dopsán na prvoligovou soupisku Brna, na premiéru však stále ještě čeká.
Od sezóny 2009–2010 je Martin Jílek stabilním členem obrany Zbrojovky Brno.